# O vacanță de tot râsul
O vacanță de tot râsul (în engleză National Lampoon's Vacation) este un film de comedie american din 1983, regizat de Harold Ramis și avându-i un rolurile principale pe Chevy Chase, Beverly D'Angelo, Randy Quaid, Dana Barron și Anthony Michael Hall. În film apar și comici ca John Candy și Imogene Coca, fotomodelul Christie Brinkley și Jane Krakowski, în roluri mai mici.
Scenariul a fost scris de John Hughes, inspirat din povestirea Vacation '58 din revista National Lampoon Magazine, anul petrecerii acțiunii fiind schimbat în cel de 1983. Povestea originală este o relatare fictivă a excursiei ghinioniste a propriei sale familii la Disneyland (schimbat în Walley World pentru film) atunci când Hughes era un copil. Succesul filmului l-a ajutat în cariera lui scenaristică.

## Rezumat
Clark Griswold (Chase), dorind să petreacă mai mult timp cu soția sa Ellen (D'Angelo) și cu copiii Rusty și Audrey (Hall și Barron), decide să meargă împreună cu familia într-o expediție de traversare a țării de la Chicago, la parcul de distracții din Los Angeles, "Walley World", considerat ca "Parcul de distracții de familie favorit din America". Deși Ellen vrea să meargă cu avionul, el insistă să călătorească cu mașina pentru a putea consolida legătura dintre membrii familiei. În pregătirea expediției, Clark a comandat o nouă mașină sport pentru excursie, dar atunci când el află că aceasta nu va fi gata la timp pentru călătorie, este obligat să ia un automobil Wagon Queen Family Truckster.
În timpul călătoriei, ei au parte de mai multe ghinioane, cum ar fi vopsirea mașinei cu graffiti de către vandali în East St. Louis, în timp ce Clark este ispitit de mai multe ori de către o tânără femeie voluptoasă (Brinkley) care conduce o decapotabilă roșie Ferrari 308 GTS. Ei se opresc în Coolidge, Kansas pentru a o vizita pe verișoara lui Ellen, Catherine (Miriam Flynn), și pe soțul ei, Eddie (Quaid), dar acest lucru creează mai multe tensiuni în rândul membrilor familiei Griswold. Catherine și Eddie le-o plasează în mașină pe capricioasa mătușă Edna (Coca) și pe câinele ei Dinky, cerându-le să o lase la casa fiului ei, Normy, din Phoenix. După oprirea peste noapte la o tabără din South Fork, Colorado, Clark uită să-l dezlege pe Dinky de la bara mașinii înainte de a pleca, ucigând astfel câinele mătușii Edna.
În timp ce Ellen și Clark se ceartă, ei se rătăcesc în deșert și Clark găsește în cele din urmă un mecanic care-l înșală de restul de bani pentru a-i repara mașina. Frustrați, ei se opresc la Marele Canion; atunci când Clark nu poate convinge un funcționar de la un hotel să accepte un cec, el ia bani din casa de marcat a hotelului, dar lasă în loc cecul. Părăsind canionul, ei descoperă că mătușa Edna a murit în somn. Când ajung acasă la Normy, ei află că el este plecat în afara orașului și lasă corpul rigidizat al mătușii Edna în curtea din spate.
În ciuda tuturor evenimentelor și a rugăminților lui Ellen și a copiilor, Clark este din ce în ce mai hotărât să ajungă la Walley World. Ei ajung în cele din urmă, dar găsesc parcul închis pentru reparații. Dându-și seama că toate eforturile sale au fost degeaba, Clark cumpără un pistol de jucărie și, amenințându-l cu arma, îi cere agentului de pază Russ Lasky (John Candy) să-i conducă prin parc; Ellen și copiii îl urmează, încercând să-l liniștească pe tatăl lor. În cele din urmă sosește echipa SWAT împreună cu proprietarul parcului, Roy Walley (Eddie Bracken). Roy înțelege pasiunea lui Clark de a realiza o vacanță în stil american, aducându-și aminte de anii copilăriei sale. Roy nu depune plângere împotriva membrilor familiei Griswold și îi lasă să se bucure de parc ca oaspeți ai săi. În timp ce se derulează genericul de final, sunt arătate diferite fotografii ale membrilor familiei Griswold care se bucură de restul de vacanță, inclusiv revenirea la Chicago cu avionul.

## Distribuție
- Chevy Chase - Clark Griswold
- Beverly D'Angelo - Ellen Griswold
- Imogene Coca - mătușa Edna
- Anthony Michael Hall - Russell "Rusty" Griswold
- Dana Barron - Audrey Griswold
- Randy Quaid - vărul Eddie
- Christie Brinkley - fata în Ferrari-ul roșu
- John Candy - polițistul Russ Lasky
- Eddie Bracken - Roy Walley
- Brian Doyle-Murray - funcționarul de la Kamp Komfort
- Miriam Flynn - verișoara Catherine
- James Keach - polițistul pe motocicletă
- Eugene Levy - vânzătorul de mașini Ed
- Gerry Black - Davenport
- Frank McRae - polițistul Grover
- Jane Krakowski - verișoara Vicki
- John P. Navin Jr. - vărul Dale
- Nathan Cook - omul care indică direcția
- Mickey Jones - mecanicul
- John Diehl - ajutorul de mecanic
- Michael Talbott - cowboy-ul
- Henry Gibson - angajatul de la Hotelul El Tovar (necreditat)
- Randy Lowell - Wyatt Earp (ca Randolph Dreyfuss)
- James Staley - recepționerul de la motel

## Recepție
O vacanță de tot râsul a avut parte de un semnificativ succes la box-office, aducând încasări de 61 milioane $ în SUA la un bugest estimat de 15 milioane $. În anul 2000, cititorii revistei Total Film au votat O vacanță de tot râsul ca al 46-lea film de comedie al tuturor timpurilor. El este considerat ca fiind cel mai bun film din seria de filme National Lampoon's Vacation și continuă să fie și astăzi un film popular, având un rating mediu de 94% "fresh" pe situl Rotten Tomatoes.

## Continuări
O vacanță de tot râsul a avut parte de mai multe urmări:
- Vacanță prin Europa (1985)
- Un Crăciun de neuitat (1989)
- Vacanță în Las Vegas (1997)
- Vacanță de Crăciun 2 (2003)
- Hotel Hell Vacation (2010)

Cu excepția filmului Vacanță de Crăciun 2, fiecare continuare i-a avut pe Chevy Chase și Beverly D'Angelo în rolurile soților Clark și Ellen Griswold, având parte de tot felul de accidente în timpul vacanțelor, în diferite locuri. Cu toate acestea, copiii Rusty și Audrey sunt interpretați de cupluri diferite de actori în fiecare film (cu excepția lui Audrey în ultima continuare). Acest fapt este un subiect de glumă în Vacanță în Las Vegas: când ei îi văd din nou pe copii, Clark spune că el îi "recunoaște cu greu". Diferiții actori au fost Anthony Michael Hall și Dana Barron în O vacanță de tot râsul, Jason Lively și Dana Hill în Vacanță prin Europa, Johnny Galecki și Juliette Lewis în Un Crăciun de neuitat și Ethan Embry și Marisol Nichols în Vacanță în Las Vegas. Dana Barron a interpretat-o din nou pe Audrey în Vacanță de Crăciun 2, dar Rusty, ca și părinții săi, nu apar în Vacanță de Crăciun 2, un film TV realizat de NBC. Cu toate acestea, Miriam Flynn și Randy Quaid își reiau rolurile lor ca verii Catherine și Eddie, așa cum au făcut în fiecare film în afară de Vacanță prin Europa. Christie Brinkley și-a reluat rolul ca fata din Ferrari-ul roșu în continuarea Vacanță în Las Vegas (1997) și apoi într-o reclamă DirecTV din 2008 cu imagini din O vacanță de tot râsul, recreând faimoasa scenă din piscină.
Fiecare continuare conține câte o aluzie la Walley World, într-un anumit mod.

## Omagii
- HomeAway, Inc. i-a angajat pe Chevy Chase și Beverly D'Angelo să-și reia rolurile încă o dată într-o campanie de promovare difuzată în timpul finalei Super Bowl XLIV.[4]
- Wally World Water Park a fost deschis în Canada la mai mulți ani după lansarea filmului.
- În episodul Blue Harvest al serialului Family Guy, o parodie a primului film din seria Războiul Stelelor, Chevy Chase și Beverly D'Angelo și-au reluat rolurile din O vacanță de tot râsul, într-o scurtă apariție ca Clark și Ellen Griswold.
- În episodul Amish Guy al serialului Family Guy, difuzat la 27 noiembrie 2011, a fost filmată o parodie a cursei în montagne russe din O vacanță de tot râsul, apoi s-a realizat o parodiere a secvenței de final cu cântecul "Dancin' Across the USA" interpretat de Lindsey Buckingham.

## Coloană sonoră
Coloana sonoră conține o orchestrație compusă de Ralph Burns plus cântece populare interpretate de Lindsey Buckingham și de alții. 
Partea I
1. "Holiday Road" – Lindsey Buckingham
2. "Mister Blue" – The Fleetwoods
3. "Blitzkreig Bop" – Ramones
4. "Deep River Blues" – Ralph Burns
5. "Summer Hearts" – Nicolette Larson

Partea II
1. "Little Boy Sweet" – June Pointer
2. "The Trip (Theme from Vacation)" – Ralph Burns
3. "He's So Dull" – Vanity 6
4. "Christie's Song" – Ralph Burns
5. "Dancin' Across the USA" – Lindsey Buckingham